# NGC 1886
NGC 1886 je galaksija u zviježđu Zecu.

## Vanjske poveznice
- SEDS: NGC 1886